# Abbie Cobb
Abbie Cobb es una actriz y escritora estadounidense. Es conocida por sus papeles recurrentes como Emily Bradford en 90210 y actualmente como Kimantha en Suburgatory.

## Primeros años y carrera
Cobb nació en Papillion, Nebraska. Se interesó en la actuación después de ver un maratón de Shirley Temple. Se mudó a Los Ángeles para hacer un par de producciones de teatro. En 2009, recibió su primer papel como AJ en Starstruck. También tuvo un papel pequeño en The Missing Person. Sus otros créditos incluyen The Mentalist, Jonas L.A., Médium, American Horror Story y en Good Luck Charlie, It's Christmas!. 
En 2011, tuvo un papel recurrente como Emily Bradford en 90210. En 2011, Cobb escribió su primer libro Stuck on a Ferris Wheel.
A partir de 2012, Cobb tiene un papel recurrente como Kimantha en Suburgatory.
En enero de 2012, fue concursante en The Price is Right.

## Filmografía
| Año   | Título                             | Papel          | Notas                                       |
| ----- | ---------------------------------- | -------------- | ------------------------------------------- |
| 2009  | The Missing Person                 |                |                                             |
| 2010  | The Mentalist                      | Tess           | Episodio: "Rose-Colored Glasses"            |
| 2010  | Starstruck                         | AJ             |                                             |
| 2011  | Jonas L.A.                         | Jessika        | Episodio: "The Flirt Locker"                |
| 2011  | Médium                             | Stacy McKee    | Episodio: "The People in Your Neighborhood" |
| 2011  | CSI: Miami                         | Donna Johnson  | Episodio: "Blood Sugar"                     |
| 2011  | Pair of Kings                      | Ethel          | Episodio: "The Young and the Restless"      |
| 2011  | Imagination Movers                 | Goldilocks     | Episodio: "Goldilocks and the Four Movers"  |
| 2011  | 90210                              | Emily Bradford | Papel recurrente, 6 episodios               |
| 2011  | Big Time Rush                      | Jeanette       | Episodio: "Big Time Contest"                |
| 2011  | American Horror Story              | Dorothy Hudson | Episodio: "Murder House"                    |
| 2011  | Good Luck Charlie, It's Christmas! | Jordan         |                                             |
| 2011– | Suburgatory                        | Kimantha       | Papel recurrente                            |
| 2014  | Moms' Night Out                    | Bridget        |                                             |
| 2014  | Mentes criminales                  | Claire Dunbar  | Episodio If The Shoe Fits. UnSub            |
| 2023  | Papás a la antigua                 | Judy           |                                             |